# Château bas de Montjaux
Le château de Montjaux est un château situé à Montjaux, en France.

## Localisation
Le château est situé sur la commune de Montjaux, dans le département français de l'Aveyron.

## Historique
L'édifice est inscrit au titre des monuments historiques en 1978.